# 993
993 (CMXCIII) var ett normalår som började en söndag i den julianska kalendern.

## Händelser

### Maj
- 3 maj – Bruno utses till påve under namnet Gregorius V.

### Okänt datum
- Usti nad Labem nämns som en handelsplats vid floden Elbe.

## Födda
- Edmund Järnsida, kung av England 23 april–30 november 1016 (född omkring detta år eller 988)

## Avlidna
- Egil Skallagrimsson, isländsk viking.